# Топтон (Пенсільванія)
Топтон (англ. Topton) — місто (англ. borough) в США, в окрузі Беркс штату Пенсільванія. Населення — 2041 особа (2020).

## Географія
Топтон розташований за координатами 40°30′12″ пн. ш. 75°42′9″ зх. д. / 40.50333° пн. ш. 75.70250° зх. д. (40.503371, -75.702538).  За даними Бюро перепису населення США в 2010 році місто мало площу 1,79 км², з яких 1,79 км² — суходіл та 0,00 км² — водойми.

## Демографія
Згідно з переписом 2010 року, у селищі мешкало 2069 осіб у 835 домогосподарствах у складі 570 родин. Густота населення становила 1153 особи/км².  Було 877 помешкань (489/км²).
Расовий склад населення:
| - 97,4 % — білих - 0,6 % — чорних або афроамериканців - 0,2 % — корінних американців |

До двох чи більше рас належало 1,0 %. Частка іспаномовних становила 2,8 % від усіх жителів.
За віковим діапазоном населення розподілялося таким чином: 23,1 % — особи молодші 18 років, 63,0 % — особи у віці 18—64 років, 13,9 % — особи у віці 65 років та старші. Медіана віку мешканця становила 39,3 року. На 100 осіб жіночої статі у селищі припадало 92,3 чоловіків;  на 100 жінок у віці від 18 років та старших — 92,7 чоловіків також старших 18 років.
Середній дохід на одне домашнє господарство  становив 77 698 доларів США (медіана — 68 646), а середній дохід на одну сім'ю — 87 973 долари (медіана — 74 952). Медіана доходів становила 47 219 доларів для чоловіків та 37 366 доларів для жінок. За межею бідності перебувало 4,8 % осіб, у тому числі 5,3 % дітей у віці до 18 років та 3,0 % осіб у віці 65 років та старших.
Цивільне працевлаштоване населення становило 1273 особи. Основні галузі зайнятості: виробництво — 25,1 %, освіта, охорона здоров'я та соціальна допомога — 23,9 %, мистецтво, розваги та відпочинок — 10,3 %, транспорт — 9,0 %.